# Płauny
Płauny (ros. Плауны) – wieś (ros. деревня, trb. dieriewnia) w zachodniej Rosji, w osiedlu wiejskim Malejewskoje rejonu krasninskiego w obwodzie smoleńskim.

## Geografia
Miejscowość położona jest nad Mierieją, przy granicy z Białorusią, 1,5 km od drogi regionalnej 66A-3 Krasnyj – granica (Lady), 24 km od centrum administracyjnego osiedla wiejskiego (Malejewo), 16,5 km od centrum administracyjnego rejonu (Krasnyj), 58 km od Smoleńska, 9 km od najbliższego przystanku kolejowego (478 km).
W granicach miejscowości znajduje się ulica Biełorusskaja.

## Demografia
W 2010 r. miejscowość zamieszkiwały 23 osoby.